# Gastrodia similis
Gastrodia similis är en orkidéart som beskrevs av Jean Marie Bosser. Gastrodia similis ingår i släktet Gastrodia och familjen orkidéer.
Artens utbredningsområde är Réunion. Inga underarter finns listade i Catalogue of Life.